# Ільясов Алхазур Юсупович
Алхазур Юсупович Ільясов (чеч. Алхазур Юсупович Ильясов) — радянський борець вільного стилю чеченського походження, майстер спорту СРСР, тренер з вільної боротьби, Заслужений тренер РРФСР.

## Життєпис
Займався вільною боротьбою у тренера Деґі Імрановича Баґаєва. З 1972 року працював тренером у ДЮСШ села Пригородне до виходу на заслужений відпочинок. 
З 6 січня 2004 року школа носить його ім'я «Пригородненська СДЮСШ вільної боротьби імені заслуженого тренера Росії Алхазура Ільясова».

## Відомі вихованці
- Сайд-Хусейн Салманович Муртазалієв (нар. 1961) — чемпіон СРСР, володар Кубка світу, майстер спорту СРСР міжнародного класу[4].